# Liu Xia
Liu Xia en xinès: 劉霞) (Pequín, 1 d'abril de 1961) és una artista xinesa que s'ha dedicat a diversos camps: la poesia, la pintura i la fotografia. Les seves fotografies en blanc i negre estan molt influïdes per la cal·ligrafia xinesa (que és el punt de partida de les arts plàstiques en aquest país) i són un instrument per a defensar la llibertat d'expressió per la qual cosa ha tingut problemes amb les autoritats xineses que li han prohibit exhibir les seves obres. Té restringida la seva llibertat de moviments malgrat no estar sotmesa a judici ni tenir càrrecs. Està casada amb l'escriptor Liu Xiaobo, premi Nobel de la Pau.
La seva exposició itinerant La força silenciosa de Liu Xia s'ha exposat al Castell de Montjuïc de Barcelona (del 13 de febrer al 24 de març de 2013) després d'haver-se exhibit a Boulogne-Billancourt (França), Nova York, Madrid, Hong Kong, Taipei, Berlín, Varsòvia i Hamburg.